# وليام هدسون
وليام هدسون (1730-1793) (بالإنجليزية: William Hudson)‏ هو عالم نبات بريطاني.